# Super G (webserie)
Super G è una webserie italiana prodotta e trasmessa da FlopTV, la web TV di Fox Channels Italy. Il primo episodio è stato trasmesso su internet l'8 dicembre 2011, mentre l'11 dicembre sono stati trasmessi i primi tre episodi sul canale satellitare Fox.
La webserie, composta per ora, da una sola stagione di 8 episodi da 10 minuti l'uno, è stata presentata in anteprima al Roma Fiction Fest a fine settembre 2011.

## Trama
La webserie racconta le gesta di Super Cane e Super Cicala, due supereroi che fanno coppia sia nella vita che sul lavoro, impegnati nello sconfiggere le forze del male, rappresentate dal loro acerrimo nemico La Madre Nera.

## Personaggi e interpreti
- Super Cane, interpretato da Francesco Montanari.
È un onesto e leale supereroe, spesso in preda alla gelosia verso il compagno Super Cicala. Usa i suoi poteri per salvare il mondo ma anche il suo rapporto con il compagno di vita.
- Super Cicala, interpretato da Riccardo De Filippis.
È supereroe sensibile, fashion victim e fissato con lo stile di Audrey Hepburn, oltre ad essere un ammiratore del calciatore Francesco Totti.
- Super Botta, interpretato da Mauro Meconi.
È un eroe un po' fuori dagli schemi, che si diverte ad ostacolare la relazione tra Super Cane e Super Cicala.
- La Madre Nera, interpretato da Paolo Sassanelli.
In abiti da suora, è l'acerrimo nemico di Super Cane e Super Cicala.

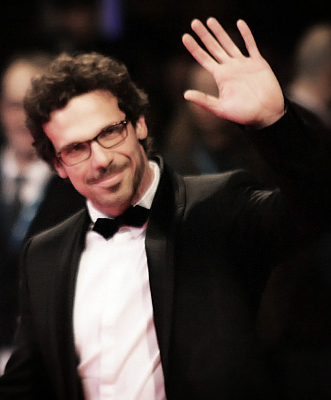
Francesco Montanari interpreta Super Cane
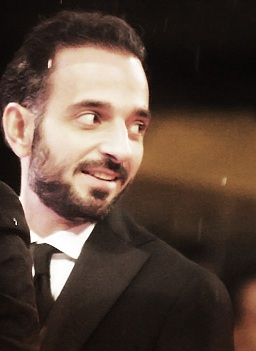
Riccardo De Filippis interpreta Super Cicala